# GLP
Good Laboratory Practice (GLP, hrv. dobra laboratorijska praksa, DLP) je sustav upravljanja laboratorijima i laboratorijskim postupcima koji osigurava konzistentnost i pouzdanost rezultata ispitivanja koja laboratoriji provode. 
Dobra laboratorijska praksa (GLP) sastoji se od skupa principa koji predstavljaju okvir ponašanja laboratorija tj. način kako se laboratorijski postupci planiraju, provode, bilježe aktivnosti, izrađuju analitička izvješća te kako se relevantni podaci arhiviraju.
Implementacija GLP principa u suvremenim laboraotirijima danas je nezamisliva bez potpore informacijskih sustava, a prije svega LIMS sustava (Laboratory Information Management System).

## Vanjske poveznice
- Good Laboratory Practice (Organisation for Economic Co-operation and Development)
- OECD Series on Principles of Good Laboratory Practice and Compliance Monitoring
- International Laboratory Accreditation Cooperation (ILAC)
- ISO/IEC 17025 Resource Center